# Nancy Hafkin
Nancy Hafkin é uma pioneira em redes de computadores e desenvolvimento da informação e comunicação eletrônica na África, estimulando o Pan African Development Information System (PADIS) da United Nations Economic Commission for Africa (UNECA) de 1987 a 1997.
Em 2012 Hafkin foi induzida no Internet Hall of Fame da Internet Society.